# Raymond (Dacota do Sul)
Raymond é uma cidade  localizada no estado norte-americano de Dakota do Sul, no Condado de Clark.

## Demografia
Segundo o censo norte-americano de 2000, a sua população era de 86 habitantes.
Em 2006, foi estimada uma população de 75, um decréscimo de 11 (-12.8%).

## Geografia
De acordo com o United States Census Bureau tem uma área de
0,7 km², dos quais 0,7 km² cobertos por terra e 0,0 km² cobertos por água. Raymond localiza-se a aproximadamente 444 m acima do nível do mar.

## Localidades na vizinhança
O diagrama seguinte representa as localidades num raio de 32 km ao redor de Raymond.